# Fermentazione acido-mista
La fermentazione acido-mista rappresenta un tipo di fermentazione dove il microrganismo da una molecola di glucosio porta alla formazione di una serie di prodotti, tra i quali: acidi organici (in particolare acido lattico, acetico, succinico e formico), etanolo, CO2 e H2. Questa è una fermentazione tipica degli enterobatteri.

## Biochimica

Rappresentazione schematica di una fermentazione acido-mista. La colorazione evanescente del formiato indica che generalmente ne vengono prodotte basse quantità.

I prodotti della fermentazione acido-mista e le rispettive quantità dipendono dalle condizioni ambientali e dal tipo di microrganismo. Nel caso di Escherichia coli, ad esempio, per 100 moli di glucosio si ottengono le seguenti quantità di prodotto: 42 moli di etanolo, 29 di succinato, 84 di lattato, 44 di acetato, 2 di formiato, 42 di idrogeno, e 44 di CO2. Altre Enterobacteriaceae invece producono minori quantità rispetto al prodotto principale rappresentato dal 2,3-butandiolo.
L'ossalacetato formato per carbossilazione del fosfoenolpiruvato (PEP), catalizzata dall'enzima fosfoenolpiruvato carbossilasi, è un accettore di elettroni da parte di NADH. In questo modo si ottiene la riduzione ad acido malico per azione della malato deidrogenasi, che tramite l'enzima fumarasi elimina una molecola di acqua producendo fumarato. Infine quest'ultimo, ad opera dell'enzima di membrana fumarato reduttasi e con l'intervento del menachinolo (MQH2, forma ridotta della vitamina K2), è convertito in succinato con produzione di un gradiente di protoni tra il citosol e l'ambiente esterno.
Il piruvato derivante dal fosfoenolpiruvato può essere ridotto a D-lattato a opera dell'enzima D-lattato deidrogenasi. Lo stesso piruvato, col coinvolgimento del coenzima A da parte dell'enzima formiato acetiltransferasi, può portare anche alla formazione del formiato. In presenza di un idoneo accettore di elettroni il formiato può essere ossidato da una formiato deidrogenasi di membrana cedendo gli elettroni al menachinone (MQ, la forma ossidata del menachinolo di cui si è già parlato sopra) con formazione di CO2. Se questa opzione non è possibile e il pH diminuisce, allora può agire l'enzima formiato idrogeno liasi che è in grado di decomporre l'acido formico in CO2 e H2 in assenza di accettori di elettroni. Tipicamente la quantità di formiato che viene escreta è piccola.
L'acetilcoenzima A (Ac-CoA), prodott in precedenza per azione di HS-CoA sul piruvato, viene ridotto a etanolo consumando 2 molecole di NADH in una reazione catalizzata dall'alcol deidrogenasi. In alternativa la fosforilazione dell'Ac-CoA, catalizzata da una fosfotransacetilasi, produce acetilfosfato che cede un gruppo fosfato a una molecola di ADP dando infine l'acetato.